# Anspruchsgrundlage
Anspruchsgrundlage ist ein Rechtssatz, der einem Tatbestand als Rechtsfolge einen Anspruch (Recht) zuweist.

## Allgemeines
Rechtsnormen (Rechtssätze) sind logisch strukturiert. Im Privatrecht kann ein Rechtsträger, im Falle des Vorliegens bestimmter Voraussetzungen, Ansprüche geltend machen. Hierbei handelt es sich um Rechte, von einem Anderen ein Tun oder Unterlassen zu verlangen. Eine Legaldefinition für den Anspruch findet sich in § 194 Abs. 1 BGB. Anspruchsnormen beinhalten die Anspruchsgrundlage für eine beabsichtigte Rechtsfolge und bestehen aus zwei Teilen: dem Tatbestand und der Rechtsfolge. So kann nach § 985 BGB der Eigentümer vom nichtberechtigten Besitzer (Tatbestand) die Herausgabe der Sache verlangen. Das „verlangen können“ ist die Rechtsfolge, der gesamte Rechtssatz wird als Anspruchsgrundlage bezeichnet. Die Anspruchsgrundlage beantwortet die Fragen, wer will etwas von wem und woraus? Der rechtsgeschäftliche oder gesetzliche Entstehungsgrund eines Anspruchs wird Anspruchsgrundlage genannt.

## Funktion
Die Anspruchsgrundlage beschreibt – allein oder in Verbindung mit weiteren Regelungen – eine Gesamtheit von Voraussetzungen, die als Anspruchsvoraussetzungen bezeichnet werden. Anspruchsvoraussetzungen können sowohl sachlicher als auch persönlicher Natur sein, also nicht nur die Lebenssachverhalte beschreiben, die den Anspruch auslösen können, sondern auch den Kreis derjenigen begrenzen, die als Anspruchsinhaber beziehungsweise Anspruchsgegner in Betracht kommen.
Beispiel: § 833 Satz 1 BGB lautet auszugsweise wie folgt:
“Wird durch ein Tier […] eine Sache beschädigt, so ist derjenige, welcher das Tier hält, verpflichtet, dem Verletzten den daraus entstehenden Schaden zu ersetzen.”
Die Vorschrift ist eine typische Anspruchsgrundlage. Anspruchsvoraussetzung ist die Beschädigung einer Sache durch ein Tier. Die Rechtsfolge ist die Verpflichtung zum Schadensersatz. Anspruchsinhaber ist derjenige, der den Schaden erlitten hat und Anspruchsgegner derjenige, der das Tier hält.
Ob eine bestimmte Anspruchsgrundlage in einem konkreten Fall (Lebenssachverhalt) dem Betroffenen tatsächlich einen Anspruch gewährt, muss durch Rechtsanwendung festgestellt werden. Dazu wird der konkrete Fall daraufhin untersucht, ob alle tatbestandsrelevanten Voraussetzungen erfüllt sind, sogenannte Subsumtion. Gegebenenfalls muss der Sachverhalt ausgelegt werden. Sind alle Voraussetzungen erfüllt, besteht ein Anspruch.
Für die juristische Fallbearbeitung ist, vor allem im Zivilrecht, die Frage nach der Anspruchsgrundlage ein wesentlicher Schritt. Nachdem der Rechtsanwender den Sachverhalt erfasst und mit der Frage Wer will was von wem? die gewünschte Rechtsfolge identifiziert hat, legt er sich die Frage nach der Anspruchsgrundlage vor, indem er fragt: “Woraus (d. h. aus welcher Regelung) ergibt sich gerade die soeben identifizierte Rechtsfolge?” Nach Feststellung der Entstehung des Anspruchs prüft der Fallbearbeiter als Nächstes, ob der Anspruch untergegangen (z. B. erloschen oder vom früheren Anspruchsinhaber abgetreten) oder undurchsetzbar (etwa verjährt oder gestundet) ist.

## Rechtsgeschichtliche Entwicklung
Die Begrifflichkeit der Anspruchsgrundlage geht auf den römisch-rechtlichen actio-Begriff aus dem zivilprozessualen Legisaktionenverfahren zurück. Seinem Wortsinn nach bedeutet er nichts anderes als Handlung oder Rechtshandlung, beschrieb ursprünglich jedoch den Vorgang des Verklagens. Aus dem Vorgang der Klageerhebung hat sich dann die Bezeichnung auf die Voraussetzungen der Begründetheit der Klage erstreckt (sog. aktionenrechtliches Denken = Denken “in actiones”; vgl. formelles Recht).
Im 19. Jahrhundert wurde dieses aktionenrechtliche Denken durch den rein materiellrechtlichen Begriff „Anspruch“ abgelöst, der im BGB von 1896 verwendet wird.